# Balti-ősföld
A Balti-ősföld (Balti-pajzs vagy Fennoskandia) Európa északi részén fekvő nagytáj, a kontinens legrégebben kialakult területe. Európa egyetlen ősföldje, melyhez később a többi terület hozzágyűrődött. Legidősebb kőzetei 2,5 milliárd évesek.

## Fekvése
A táj kiterjed Finnország egész területére, Svédország legnagyobb részére és Oroszország északnyugati térségeire. A Balti-ősföld területe kb. 1 millió km². Nyugaton a Skandináv-hegység, északon a Jeges-tenger, keleten és délen pedig a Kelet-európai-síkvidék határolja. Utóbbi alatt  az ősföld kőzetei hatalmas területen megtalálhatóak, de a felszínre csak néhány hátságban bukkannak.

## Kialakulása
A Balti-ősföldet az ős- és előidőben (kb. 2500-900 millió évvel ezelőtt) keletkezett kőzetek építik fel. Közöttük a gneisz, a kristályos palák, a kvarcit és a gránit a legelterjedtebbek. Az ős- és előidei hegységképződések során kialakult terület az ó- és középidőben, valamint az újidő harmadidőszakában folyamatosan szárazföld volt, így a külső erők (főleg a jég) a kőzetrétegeket lepusztították. 

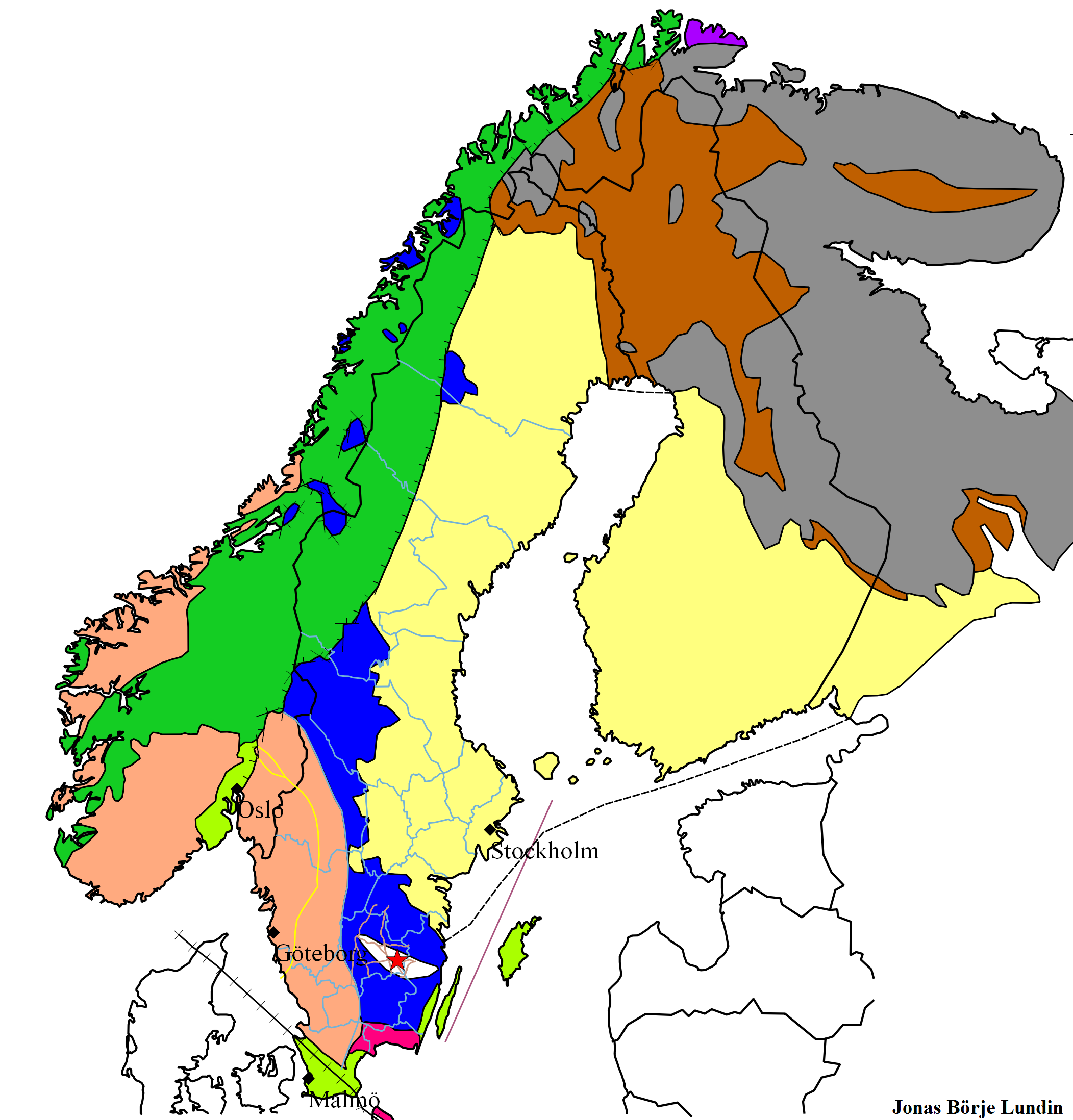
A Balti-ősföld szerkezete
Magyarázat: barna: Saamidák, szürke: Belomoridák és Karelidáák, sárga: Svekofennidék, kék: Gothidák, rózsaszín: óidei kőzetek

A Balti-ősföld kőzetei az ős- és előidőben lezajlott négy hegységképződési fázis során alakultak ki.
Legidősebb területei a Kola-félszigeten és a Onyega-tó környékén, valamint Délnyugat-Svédországban található, 2,5 milliárd évvel ezelőtt keletkezett Saamidák. A Belomoridék 2,5-2 milliárd évvel ezelőtt jöttek létre, elsősorban a nekik nevet adó Fehér-tenger nyugati partjainál fekszenek. Az ősföld legnagyobb, központi részét az 1,8 milliárd éves Svekofennidák és a Karelidák alkotják. A Gothidák kora 1,2-0,9 milliárd év, Dél-Svédország középső sávjában és az ország délkeleti partvidékén futnak. A több százmillió évig tartó lepusztulás miatt óidei kőzetek (kambrium-szilur időszak) csak Gotland szigetén és Délkelet-Svédország parti sávjában, középideiek csak a Skåne-félszigeten maradtak fenn. Az idős kőzeteken így ma közvetlenül fekszenek a legfiatalabb, újidő negyedidőszakában lerakódott, néhány tízezer éves üledékek. A jégtakaró fokozatosan húzódott vissza a területről. Dél-Finnország Kr. e. 9000 körül már jégmentes volt, a Botteni-öböl térsége csak Kr. e. 5-6000 körül szabadult fel. A jég eltűnésével csökkent a területre nehezedő nyomás,  így megindult annak lassú emelkedése. Ez a folyamat napjainkban a Botteni-öbölnél évente 3–5 mm, a legészakibb területeken akár évi 1 cm-es sebességgel továbbra is tart.

## Részei
Az ősföld három nagyobb részre tagolható:
- Finn-Karjalai-tönk
- Lapp-tönk
- Svéd tönk

### Finn-Karjalai-tönk

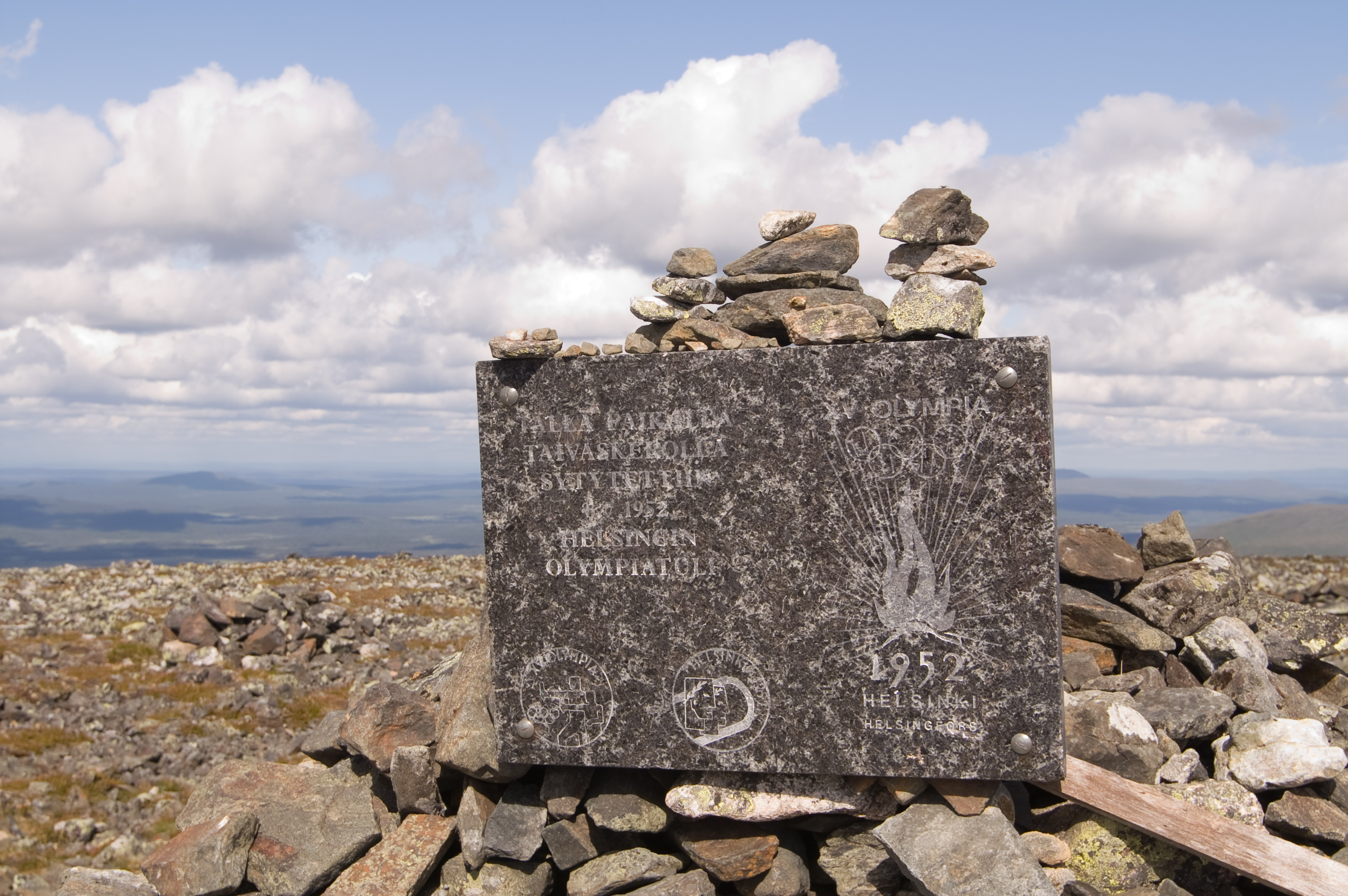
Az 1952-es olimpiai láng emlékhelye a Pallastunturin

A Finn-Karjalai-tönk központi a tája a Finn-tóvidék. Ezt morénasáncok (finnül: selkäk) határolják: északon a Suomenselkä, délen a Salpausselkä, keleten a Maanselkä. A Salpausselkä dombsora a 11-10 000 évvel ezelőtt visszahúzódó jég által lerakott hordalékokból épül fel. 600 km hosszan, környezete fölé 30–50 m-rel magasodó végmoréna az egykori jégtakaró legdélibb határát jelzi. A Maanselkä 600 m fölé magasodó fennsíkja jelöli ki a tavakban szintén nagyon gazdag Karjalai-tönk határát és itt húzódik a tundra és a tajga közötti választóvonal is. Utóbbit a domborzati térképen a hegycsúcsok elnevezése mutatja: a -vaara végződésű kiemelkedéseket (pl. Kolivaara, 317 m) fenyőerdő borítja, míg a -tunturi nevűeken (pl. Pallastunturi, 821 m) fátlan tundra található. A tundra elnevezés is a finn tunturi szóból származik. A fagy pusztító munkája nyomán a tunturik törmelékei kőpoligonokra rendeződnek. A sík területeken néhány méter magas fagydombok, palsák találhatóak. Ezek belsejében jég maradt vissza, melyek a felszínükön található tőzeg szigetel el annyira, hogy nem olvadnak el. Ahol a talajban lévő jég felső része nyáron elolvad, a mélyebben lévő fagyott részek miatt a víz nem tud leszivárogni, így lápok alakulnak ki. A lejtőkön azonban a felső réteg lecsúszik, talajfolyások alakulnak ki.

### Lapp-tönk

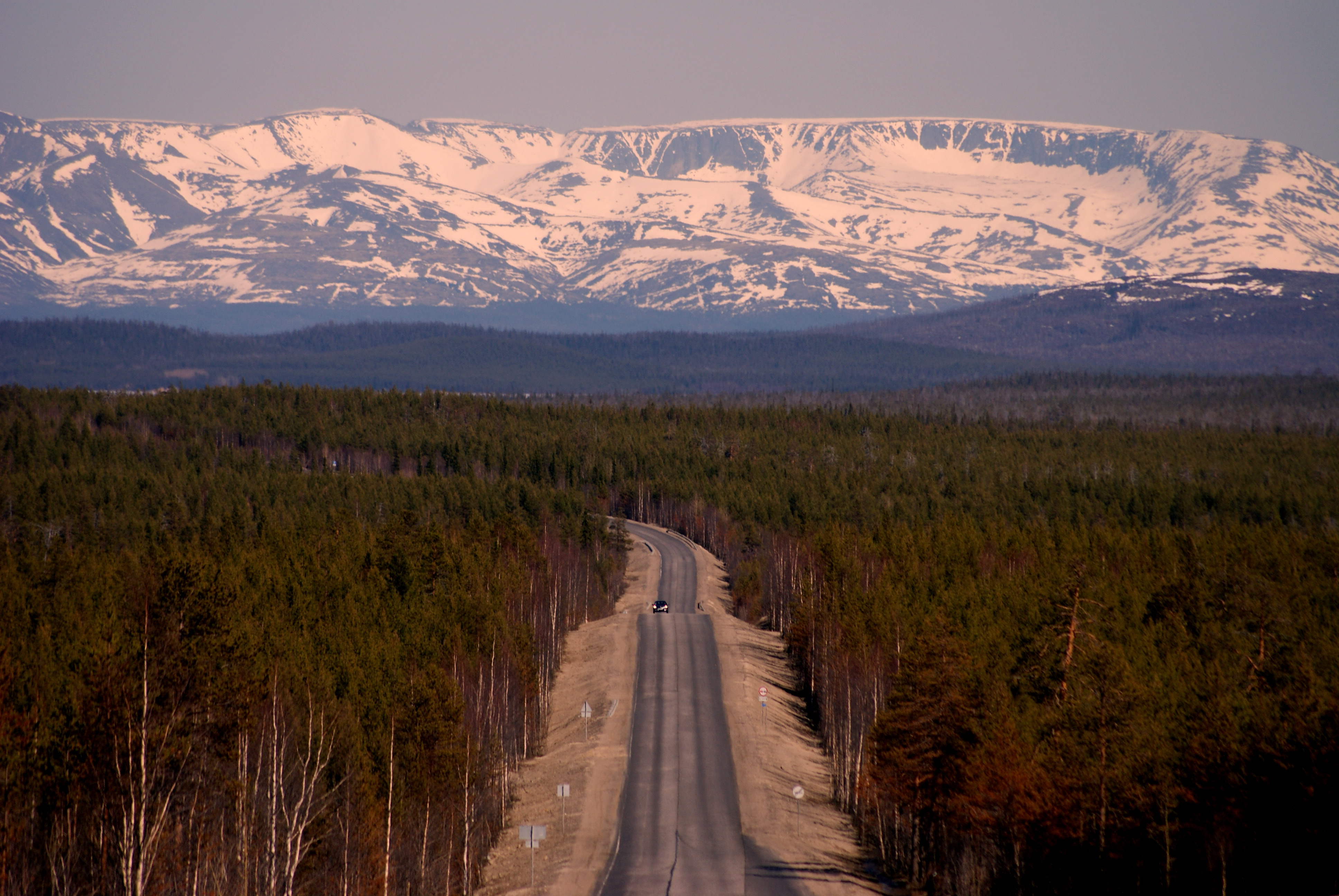
A Hibini

A Lapp-tönk része az Oroszországhoz tartozó Kola-félsziget. Legmagasabb pontja az 1191 m magas Hibini, ahol a hegységi jég munkájának nyomai (kárfülkék, U keresztmetszetű völgyek) figyelhetők meg. A tönk nyugati, Svédország területén lévő részei gazdagok ásványkincsekben, erre települt Kiruna vasércbányászata.

### Svéd-tönk

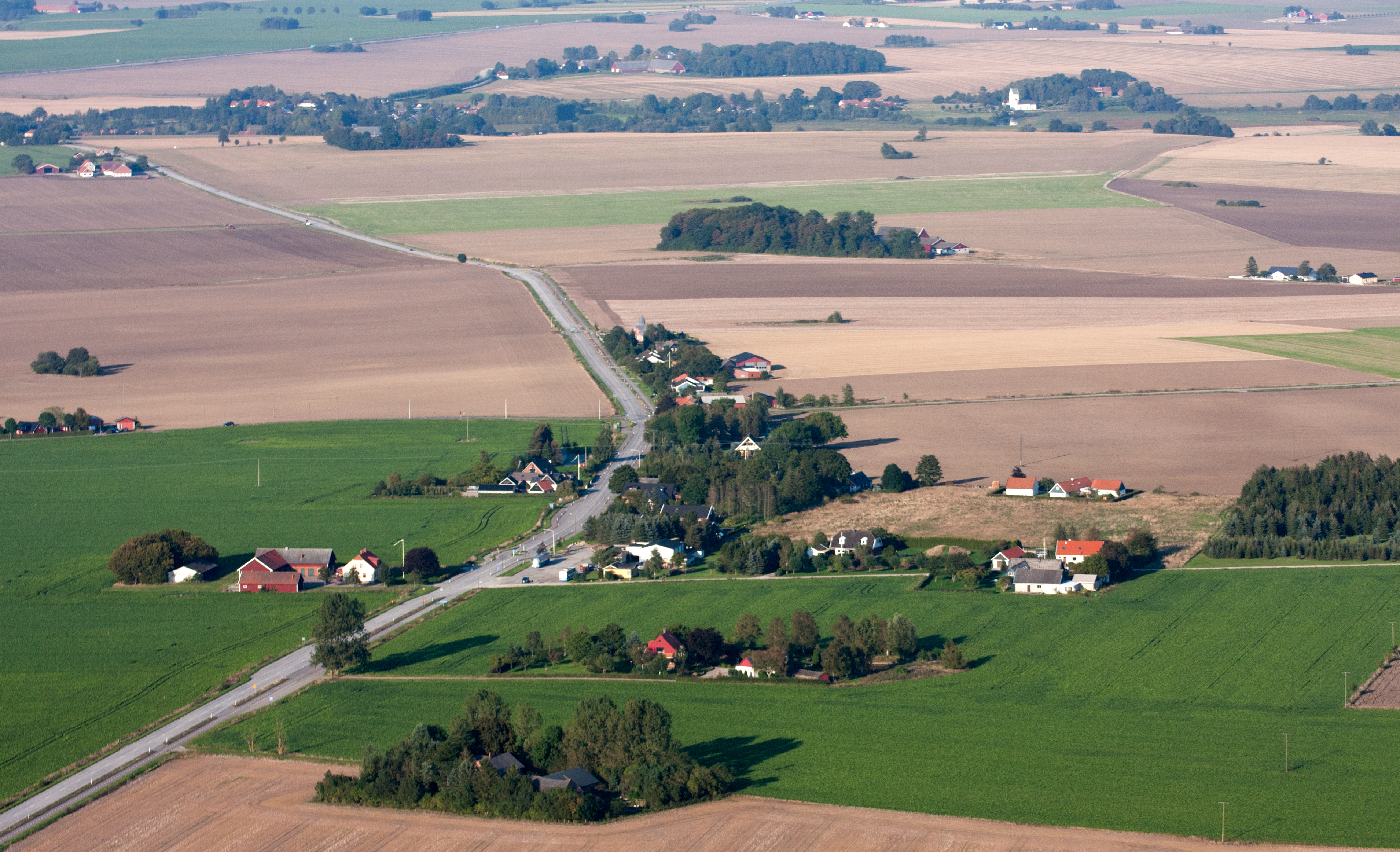
A Skåne-félsziget Lund környékén

A Balti-ősföld északkelet-délnyugat irányban mintegy 1300 km hosszan húzódó nyugati tája három további része osztható. Északi, legnagyobb területe a fenyvesekkel borított Norrland (Északi-föld), középső részén a már lombhullató erdővel fedett Svéd-alföldet találjuk. A jég itteni pusztító munkáját vásott sziklák, építőt morénasáncok és ózok jelzik. A mára feltöltődött egykori tengeröböl területén vannak Svédország legnagyobb tavai, a Vänern (5585 km²), a Vättern (1912 km²) és a Mälaren (1140 km²). A Svéd-tönk harmadik, legdélibb tája a Skåne-félsziget, mely Észak-Európában egyedüliként középidei üledékekből épül fel és növényzetét lombhullató erdők alkotják (tölgy, bükk, kőris, szil).

## Éghajlata

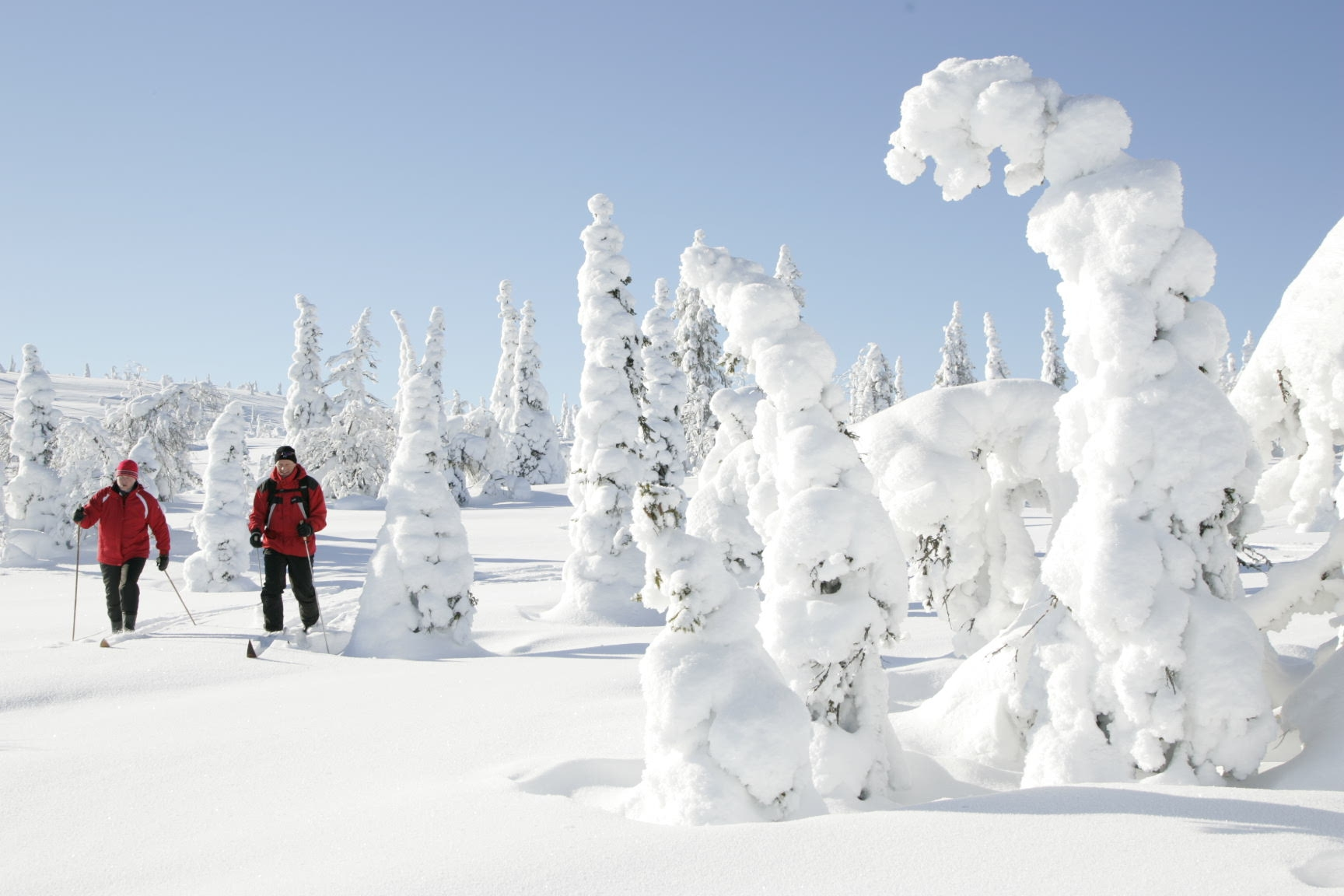
Tél a riistunturi Nemzeti Parkban

A Balti-ősföld éghajlatában észak-déli és nyugat-keleti eltérések is megfigyelhetőek. A Jeges-tenger partvidékén tundra, délebbre, a táj középső sávjában pedig tajga éghajlat uralkodik. A legdélebbi területek, pl. a Skåne-félsziget már kontinentális hatásokat mutatnak. 
Míg Lappföldön évente átlagosan 220, a Svéd-alföldön 60-140, addig a Skåne-félszigeten kevesebb mint 60 napig borítja hótakaró a tájat. Az egyes éghajlati területeken belül nyugatról keletre egyre nagyobb lesz az évi közepes hőingadozás (főleg a téli lehűlés fokozódása miatt) és egyre kisebb lesz az évi csapadékmennyiség. Ennek az Atlanti-óceántól való egyre nagyobb távolság az oka. A Botteni-öböl keleti területein a januári középhőmérséklet -10 °C körül alakul, a júliusi pedig 15-17 °C, a csapadék mennyisége pedig évi 400–600 mm.

## Vízrajza
A táj vízhálózata fiatal, hisz csak az eljegesedés után tudott kialakulni. A jég csiszoló munkájának eredményeként létrejött mélyedéseket több százezer (csak Finnországban 187 888 tó van!) tó tölti ki, míg a folyók nagy esésűek, zuhatagosak. A táj leghosszabb folyója a Kattegat-szorosba ömlő Göta älv, hossza 720 km, vízgyűjtője 50 000 km². Az általában 3–400 km hosszú, nagyobb folyók svédül az -älven, finnül a -joki végződést viselik nevükben (Dalälven, Umeälven, Kemijoki, Oulujoki). A folyók vízjárása ingadozó: a téli kisvizet a tavaszi árvíz követi, mely főleg a hó olvadásából nyer utánpótlást.

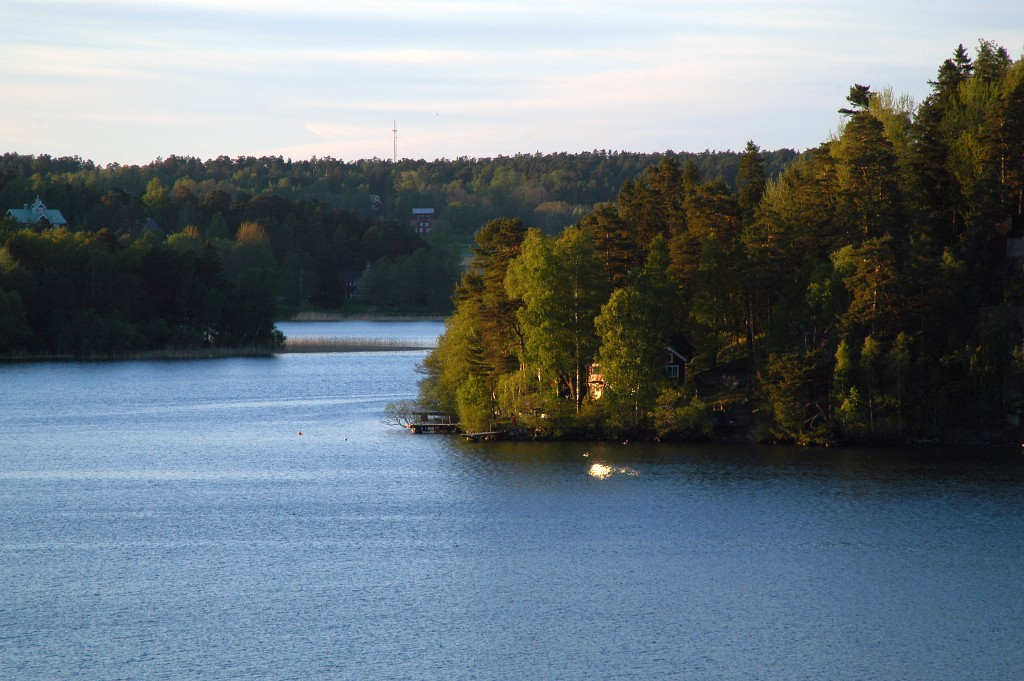
A Mälaren-tó

A Balti-ősföld tavai is a jég munkája miatt jöttek létre. A legnagyobb, egyben Európa legnagyobb tavai, a 225 méter mély Ladoga-tó (17700 km²) és a 100 méter mély Onyega-tó (9720 km²). A Svéd-alföld tavainak (Vänern, Vättern, Mälaren) kialakításában a jég mellett vetődések is részt vettek. Mélységük szintén nagy, így víztömegük is jelentős. A legtöbb tavat magában foglaló Finn-tóvidék tavai viszont sekélyek (5–20 m), a legnagyobb svéd tóban annyi víz van, mint a 17 legnagyobb finn tóban összesen.